# ビュート・デアデビルズ
ビュート・デアデビルズ（Butte Daredevils）は、コンチネンタル・バスケットボール・アソシエーション（以下CBA）に加盟していたアメリカ合衆国のプロバスケットボールチーム。本拠地はモンタナ州ビュート。2006年、CBAに新規加盟したが2008年に解散した。
チーム名は、ビュート出身で、オートバイの有名スタントマンであるイーベル・ニーベルのニックネームが「デアデビル（向こう見ず）」だったことに由来する。
かつてはレラカムイ北海道と提携を結んでいた。